# Etiopia ai Giochi olimpici
L'Etiopia ha partecipato per la prima volta ai Giochi olimpici nel 1956. Nel 2006 hanno partecipato per la prima volta ai Giochi olimpici invernali.
Gli atleti etiopi hanno vinto 58 medaglie ai Giochi olimpici estivi, tutte nell'atletica leggera. Il primo a conquistare una medaglia olimpica fu Abebe Bikila, vincitore della maratona di Roma 1960. La prima donna a vincere una medaglia fu Derartu Tulu, oro sui 10000 metri a Barcellona 1992.
Il Comitato Olimpico Etiope, creato nel 1948, venne riconosciuto dal CIO nel  1954.

## Medaglieri

### Medaglie alle Olimpiadi estive
| Giochi                 | Oro              | Argento          | Bronzo           | Totale           |
| ---------------------- | ---------------- | ---------------- | ---------------- | ---------------- |
| 1956 Melbourne         | 0                | 0                | 0                | 0                |
| 1960 Roma              | 1                | 0                | 0                | 1                |
| 1964 Tokyo             | 1                | 0                | 0                | 1                |
| 1968 Città del Messico | 1                | 1                | 0                | 2                |
| 1972 Monaco            | 0                | 0                | 2                | 2                |
| 1976 Montreal          | non partecipante | non partecipante | non partecipante | non partecipante |
| 1980 Mosca             | 2                | 0                | 2                | 4                |
| 1984 Los Angeles       | non partecipante | non partecipante | non partecipante | non partecipante |
| 1988 Seoul             | non partecipante | non partecipante | non partecipante | non partecipante |
| 1992 Barcellona        | 1                | 0                | 2                | 3                |
| 1996 Atlanta           | 2                | 0                | 1                | 3                |
| 2000 Sydney            | 4                | 1                | 3                | 8                |
| 2004 Atene             | 2                | 3                | 2                | 7                |
| 2008 Pechino           | 4                | 2                | 1                | 7                |
| 2012 Londra            | 3                | 2                | 3                | 8                |
| 2016 Rio de Janeiro    | 1                | 2                | 5                | 8                |
| 2020 Tokyo             | 1                | 1                | 2                | 4                |
| 2024 Parigi            | 1                | 3                | 0                | 4                |
| Totale                 | 24               | 16               | 22               | 62               |

### Medaglie alle Olimpiadi invernali
| Giochi           | Oro              | Argento          | Bronzo           | Totale           |
| ---------------- | ---------------- | ---------------- | ---------------- | ---------------- |
| 2006 Torino      | 0                | 0                | 0                | 0                |
| 2010 Vancouver   | 0                | 0                | 0                | 0                |
| 2014 Sochi       | non partecipante | non partecipante | non partecipante | non partecipante |
| 2018 PyeongChang | non partecipante | non partecipante | non partecipante | non partecipante |
| Totale           | 0                | 0                | 0                | 0                |

### Medagliati
| Medaglia | Atleta             | Edizione               | Sport            | Evento                  |
| -------- | ------------------ | ---------------------- | ---------------- | ----------------------- |
| Oro      | Abebe Bikila       | Roma 1960              | Atletica leggera | Maratona uomini         |
| Oro      | Abebe Bikila       | Tokyo 1964             | Atletica leggera | Maratona uomini         |
| Oro      | Mamo Wolde         | Città del Messico 1968 | Atletica leggera | Maratona uomini         |
| Oro      | Miruts Yifter      | Mosca 1980             | Atletica leggera | 10.000 metri uomini     |
| Oro      | Miruts Yifter      | Mosca 1980             | Atletica leggera | 5.000 metri uomini      |
| Oro      | Derartu Tulu       | Atlanta 1996           | Atletica leggera | 10.000 metri donne      |
| Oro      | Haile Gebrselassie | Atlanta 1996           | Atletica leggera | 10.000 metri uomini     |
| Oro      | Fatuma Roba        | Atlanta 1996           | Atletica leggera | Maratona donne          |
| Oro      | Haile Gebrselassie | Sydney 2000            | Atletica leggera | 10.000 metri uomini     |
| Oro      | Million Wolde      | Sydney 2000            | Atletica leggera | 5.000 metri uomini      |
| Oro      | Gezahegne Abera    | Sydney 2000            | Atletica leggera | Maratona uomini         |
| Oro      | Derartu Tulu       | Sydney 2000            | Atletica leggera | 10.000 metri donne      |
| Oro      | Kenenisa Bekele    | Atene 2004             | Atletica leggera | 10.000 metri uomini     |
| Oro      | Meseret Defar      | Atene 2004             | Atletica leggera | 5.000 metri uomini      |
| Oro      | Kenenisa Bekele    | Pechino 2008           | Atletica leggera | 5.000 metri uomini      |
| Oro      | Kenenisa Bekele    | Pechino 2008           | Atletica leggera | 10.000 metri uomini     |
| Oro      | Tirunesh Dibaba    | Pechino 2008           | Atletica leggera | 5.000 metri donne       |
| Oro      | Tirunesh Dibaba    | Pechino 2008           | Atletica leggera | 10.000 metri donne      |
| Oro      | Tirunesh Dibaba    | Londra 2012            | Atletica leggera | 10.000 metri donne      |
| Oro      | Tiki Gelana        | Londra 2012            | Atletica leggera | Maratona donne          |
| Oro      | Meseret Defar      | Londra 2012            | Atletica leggera | 5.000 metri donne       |
| Oro      | Almaz Ayana        | Rio 2016               | Atletica leggera | 10.000 metri donne      |
| Oro      | Selemon Barega     | Tokio 2020             | Atletica leggera | 10.000 metri uomini     |
| Argento  | Mamo Wolde         | Monaco 1972            | Atletica leggera | 5.000 metri donne       |
| Argento  | Gete Wami          | Sydney 2000            | Atletica leggera | 10.000 metri donne      |
| Argento  | Sileshi Sihine     | Atene 2004             | Atletica leggera | 10.000 metri uomini     |
| Argento  | Kenenisa Bekele    | Atene 2004             | Atletica leggera | 5.000 metri uomini      |
| Argento  | Ejegayehu Dibaba   | Atene 2004             | Atletica leggera | 10.000 metri donne      |
| Argento  | Sileshi Sihine     | Pechino 2008           | Atletica leggera | 10.000 metri uomini     |
| Argento  | Dejen Gebremeskel  | Londra 2012            | Atletica leggera | 5.000 metri uomini      |
| Argento  | Genzebe Dibaba     | Rio 2016               | Atletica leggera | 1500 metri donne        |
| Argento  | Feyisa Lilesa      | Rio 2016               | Atletica leggera | Maratona uomini         |
| Argento  | Lamecha Girma      | Tokio 2020             | Atletica leggera | 3000 metri siepi uomini |
| Bronzo   | Miruts Yifter      | Monaco 1972            | Atletica leggera | 10.000 metri uomini     |
| Bronzo   | Mamo Wolde         | Monaco 1972            | Atletica leggera | Maratona uomini         |
| Bronzo   | Mohamed Kedir      | Mosca 1980             | Atletica leggera | 10.000 metri uomini     |
| Bronzo   | Eshetu Tura        | Mosca 1980             | Atletica leggera | 3000 metri siepi uomini |
| Bronzo   | Fita Bayisa        | Barcellona 1992        | Atletica leggera | 5.000 metri uomini      |
| Bronzo   | Addis Abebe        | Barcellona 1992        | Atletica leggera | 10.000 metri uomini     |
| Bronzo   | Gete Wami          | Atlanta 1996           | Atletica leggera | 10.000 metri donne      |
| Bronzo   | Assefa Mezgebu     | Sydney 2000            | Atletica leggera | 10.000 metri uomini     |
| Bronzo   | Gete Wami          | Sydney 2000            | Atletica leggera | 5.000 metri donne       |
| Bronzo   | Tesfaye Tola       | Sydney 2000            | Atletica leggera | Maratona maschile       |
| Bronzo   | Tirunesh Dibaba    | Atene 2004             | Atletica leggera | 5.000 metri donne       |
| Bronzo   | Derartu Tulu       | Atene 2004             | Atletica leggera | 10.000 metri donne      |
| Bronzo   | Meseret Defar      | Pechino 2008           | Atletica leggera | 5.000 metri donne       |
| Bronzo   | Tsegay Kebede      | Pechino 2008           | Atletica leggera | Maratona uomini         |
| Bronzo   | Tariku Bekele      | Londra 2012            | Atletica leggera | 10.000 metri uomini     |
| Bronzo   | Sofia Assefa       | Londra 2012            | Atletica leggera | 3.000 siepi donne       |
| Bronzo   | Tirunesh Dibaba    | Londra 2012            | Atletica leggera | 5.000 metri donne       |
| Bronzo   | Tirunesh Dibaba    | Rio 2016               | Atletica leggera | 10.000 metri donne      |
| Bronzo   | Tamirat Tola       | Rio 2016               | Atletica leggera | 10.000 metri uomini     |
| Bronzo   | Mare Dibaba        | Rio 2016               | Atletica leggera | Maratona donne          |
| Bronzo   | Almaz Ayana        | Rio 2016               | Atletica leggera | 5.000 metri donne       |
| Bronzo   | Hagos Gebrhiwet    | Rio 2016               | Atletica leggera | 5.000 metri uomini      |
| Bronzo   | Gudaf Tsegay       | Tokio 2020             | Atletica leggera | 5.000 metri donne       |
| Bronzo   | Letesenbet Gidey   | Tokio 2020             | Atletica leggera | 10.000 metri donne      |

### Medaglie per disciplina

#### Olimpiadi estive
| Sport            | Oro | Argento | Bronzo | Totale |
| ---------------- | --- | ------- | ------ | ------ |
| Atletica leggera | 24  | 15      | 23     | 62     |
| Totale           | 24  | 15      | 23     | 62     |